# Martim-pescador-miúdo
Guarda-rios-pigmeu-americano ou martim-pescador-miúdo (nome científico: Chloroceryle aenea) é uma espécie de ave da família dos martins-pescadores. Pode ser encontrada na Argentina, Bolívia, Brasil, Costa Rica, México e Paraguai. Seus habitats naturais são florestas densas e manguezais. De acordo com a União Internacional para a Conservação da Natureza, o status da espécie é pouco preocupante. Também é conhecido popularmente como martim-pescador-anão e martinho.

## Taxonomia
A primeira descrição formal do martim-pescador-miúdo foi feita pelo zoólogo alemão Peter Simon Pallas em 1764 sob o nome binomial Alcedo aenea. O nome específico aenea vem do latim aeneus, que significa "de uma cor de bronze". O gênero atual Chloroceryle foi erigido por Johann Jakob Kaup em 1848.
Um estudo filogenético molecular publicado em 2006 descobriu que o martim-pescador-miúdo era uma espécie irmã de um clado que continha o martim-pescador-da-mata (Chloroceryle inda) e o martim-pescador-pequeno (Chloroceryle americana).
Duas subespécies são reconhecidas atualmente:
- C. a. stictoptera (Ridgway, 1884) - do sul do México ao centro da Costa Rica.
- C. a. aenea (Pallas, 1764) - centro da Costa Rica ao norte da Bolívia, Paraguai, centro-sul do Brasil e norte da Argentina.

## Descrição
Esta espécie mede treze centímetros de comprimento e pesa de dez a dezesseis gramas. Possui o típico formato de martim-pescador, com cauda curta e bico longo. O pássaro tem uma coloração verde oleosa na parte superior, um gola amarelo-laranja em volta do pescoço, plumas ruivas e uma barriga branca. A fêmea tem uma estreita faixa verde no peito. Os pássaros jovens se parecem com os adultos, mas têm plumas mais pálidas e ruivas, sem faixa peitoral e asas e flancos salpicados. A subespécie da América do Sul apresentam duas listras brancas nas asas, enquanto a subespécie do norte tem três o quatro listras nas penas. As duas subespécies se integram no centro da Costa Rica.

## Distribuição ehabitat
Este pássaro habita florestas densas e manguezais situadas por toda América Latina, mais especificamente do sul do México ao centro da Costa Rica, além do nortes de Argentina e Bolívia, centro-sul do Brasil e Paraguai.

## Comportamento
O martim-pescador-miúdo nidifica em túneis ou lacunas próximas da água. Os túneis podem alcançar até quarenta centímetros de comprimento normalmente na margem de um rio, em monte de terra ou manguezal. A fêmea desta espécie põe três, às vezes quatro, ovos brancos.
Esse pássaro pousa calmamente em um galho próximo da água e mergulha a cabeça atrás de pequenos peixes ou girinos. Eles também se alimentam de insetos. Não são tímidos, mas facilmente se escondem entre os galhos.